# ساندور فودور
ساندور فودور (بالمجرية: Fodor Sándor)‏ هو نحات مجري، ولد في 1954.